# Good News from the Next World
Albums de Simple Minds
Real Life
(1991) Neapolis
(1998)
Good News from the Next World est le onzième album studio du groupe (devenu duo) écossais Simple Minds. Il est marqué par le retour du réalisateur Keith Forsey (compositeur de Don't You...), qui donna au groupe un son plus rock et énergique qu'auparavant. Ce devait être le retour en force de la formation.

## Liste des titres
| 1.    | She's A River          | 5:32 |
| 2.    | Night Music            | 5:24 |
| 3.    | Hypnotised             | 5:53 |
| 4.    | Great Leap Forward     | 5:56 |
| 5.    | 7 Deadly Sins          | 5:11 |
| 6.    | And The Band Played On | 5:32 |
| 7.    | My Life                | 5:16 |
| 8.    | Criminal World         | 5:03 |
| 9.    | This Time              | 4:58 |
| 48:45 |                        |      |

## Simples
1. She's A River
2. Hypnotised

## Membres
- Jim Kerr - Voix
- Charlie Burchill - Guitares et claviers

## Membres pour la tournée
- Mark Taylor - Claviers
- Malcolm Foster - Basse (participation à l'album aussi)
- Mark Shulman - Batterie (participation à l'album aussi)

## Musiciens additionnels pour l'album
- Mark Browne, Marcus Miller et Lance Morrison - Basse
- Vinnie Colaiuta, Tal Bergman - Batterie

## Commentaires
Il fut relativement bien accueilli par les critiques à l'exception des critiques anglais tels que ceux du Melody Maker et de Claude Rajotte, chroniqueur à Radio-Canada et à Musique Plus qui lui donna une note de 6 sur 10 (ce "6" est destiné à l'excellente réalisation de Forsey plutôt qu'à la composition de Kerr et Burchill à cause notamment d'une texture sonore répétitive morceau après morceau) ; cet album connut un certain succès commercial en Europe, atteignant par exemple la 2e place des classements au Royaume-Uni ainsi que la 5e en France, mais n'atteignit que la 87e position au Billboard 200. Après cet album, Simple Minds attendra quatorze ans avant de retrouver le Top 10 au Royaume-Uni.